# ジョージ・マッケイ (第5代レイ卿)
第5代レイ卿ジョージ・マッケイ（英語: George Mackay, 5th Lord Reay、1734年頃/1735年頃 – 1768年2月27日）は、スコットランド貴族。

## 生涯
第4代レイ卿ドナルド・マッケイと1人目の妻マリオン・ダルリンプル（Marion Dalrymple、1708年3月6日 – 1740年12月、サー・ロバート・ダルリンプルの娘）の息子として生まれた。
1758年1月6日、マリオン・マッケイ（Marion Mackay、1759年3月12日没、第3代レイ卿ジョージ・マッケイの息子ヒューの娘）と結婚した。1760年10月1日、エリザベス・フェアリー（Elizabeth Fairlie、1800年11月10日没、ジョン・フェアリーの娘）と再婚、3女をもうけた。
- ジェーン（1763年 – 1773年2月16日）
- メアリアン（Marianne、1838年3月28日没） - 1792年6月18日、ウィリアム・フラートン（英語版）（1754年 – 1808年）と結婚、1女をもうけた[3]
- ジョージナ（Georgina、1766年4月30日 – 1847年8月2日）

1761年8月18日に父が死去すると、レイ卿の爵位を継承した。
1768年2月27日にエディンバラ近郊で死去、弟ヒューが爵位を継承した。